# Rondonops
Genre
Rondonops est un genre de sauriens de la famille des Gymnophthalmidae.

## Répartition
Les deux espèces de ce genre sont endémiques du Brésil.

## Liste des espèces
Selon The Reptile Database (30 décembre 2015) :
- Rondonops biscutatus Colli, Hoogmoed, Cannatella, Cassimiro, Gomes, Ghellere, Sales-Nunes, Pellegrino, Salerno, Marques de Souza & Rodrigues, 2015
- Rondonops xanthomystax Colli, Hoogmoed, Cannatella, Cassimiro, Gomes, Ghellere, Sales-Nunes, Pellegrino, Salerno, Marques De Souza & Rodrigues, 2015

## Publication originale
- Colli, Hoogmoed, Cannatella, Cassimiro, Gomes, Ghellere, Sales-Nunes, Pellegrino, Salerno, Marques de Souza & Rodrigues, 2015 : Description and phylogenetic relationships of a new genus and two new species of lizards from Brazilian Amazonia, with nomenclatural comments on the taxonomy of Gymnophthalmidae (Reptilia: Squamata). Zootaxa, no 4000 (4), p. 401–427.